# Notre-Dame-de-Commiers
Notre-Dame-de-Commiers és un municipi francès situat al departament de la Isèra i a la regió d'Alvèrnia-Roine-Alps. L'any 2007 tenia 463 habitants.

## Demografia

### Població
El 2007 la població de fet de Notre-Dame-de-Commiers era de 463 persones. Hi havia 160 famílies de les quals 24 eren unipersonals (12 homes vivint sols i 12 dones vivint soles), 36 parelles sense fills, 80 parelles amb fills i 20 famílies monoparentals amb fills.
La població ha evolucionat segons el següent gràfic:
Habitants censats

### Habitatges
El 2007 hi havia 189 habitatges, 163 eren l'habitatge principal de la família, 24 eren segones residències i 2 estaven desocupats. 178 eren cases i 11 eren apartaments. Dels 163 habitatges principals, 140 estaven ocupats pels seus propietaris, 17 estaven llogats i ocupats pels llogaters i 6 estaven cedits a títol gratuït; 5 tenien dues cambres, 16 en tenien tres, 51 en tenien quatre i 91 en tenien cinc o més. 142 habitatges disposaven pel capbaix d'una plaça de pàrquing. A 42 habitatges hi havia un automòbil i a 113 n'hi havia dos o més.

### Piràmide de població
La piràmide de població per edats i sexe el 2009 era:
| Homes | Edats   | Dones |
| ----- | ------- | ----- |
| 0     | 95 o +  | 0     |
| 0     | 90 a 94 | 4     |
| 4     | 85 a 89 | 0     |
| 4     | 80 a 84 | 0     |
| 4     | 75 a 79 | 4     |
| 8     | 70 a 74 | 8     |
| 8     | 65 a 69 | 0     |
| 8     | 60 a 64 | 8     |
| 4     | 55 a 59 | 4     |
| 12    | 50 a 54 | 4     |
| 16    | 45 a 49 | 20    |
| 16    | 40 a 44 | 12    |
| 16    | 35 a 39 | 24    |
| 20    | 30 a 34 | 12    |
| 16    | 25 a 29 | 16    |
| 8     | 20 a 24 | 20    |
| 12    | 15 a 19 | 8     |
| 16    | 10 a 14 | 8     |
| 28    | 5 a 9   | 8     |
| 4     | 0 a 4   | 12    |

## Economia
El 2007 la població en edat de treballar era de 314 persones, 248 eren actives i 66 eren inactives. De les 248 persones actives 235 estaven ocupades (128 homes i 107 dones) i 13 estaven aturades (3 homes i 10 dones). De les 66 persones inactives 21 estaven jubilades, 25 estaven estudiant i 20 estaven classificades com a «altres inactius».

### Ingressos
El 2009 a Notre-Dame-de-Commiers hi havia 169 unitats fiscals que integraven 491,5 persones, la mediana anual d'ingressos fiscals per persona era de 22.413 €.

### Activitats econòmiques
Dels 11  establiments que hi havia el 2007, 1 era d'una empresa extractiva, 1 d'una empresa de fabricació de material elèctric, 3 d'empreses de construcció, 1 d'una empresa de comerç i reparació d'automòbils, 2 d'empreses de transport, 1 d'una empresa immobiliària, 1 d'una empresa de serveis i 1 d'una entitat de l'administració pública.
Dels 3 establiments de servei als particulars que hi havia el 2009, 2 eren fusteries i 1 electricista.
L'any 2000 a Notre-Dame-de-Commiers hi havia 7 explotacions agrícoles.

## Equipaments sanitaris i escolars
El 2009 hi havia una escola elemental.

## Poblacions més properes
El següent diagrama mostra les poblacions més properes.